# Gutormo (jarl)
Gutormo (em latim: Guthormus; em sueco: Guttorm) foi um nobre sueco do século XI, ativo durante o reinado dos reis Carlos VII e Canuto I.

## Vida
Segundo Saxão Gramático, Gutormo era um duque (jarl) da Suécia que no tempo do rei Carlos VII foi enviado à corte do rei Valdemar I para buscar Cristina, sobrinha de Valdemar e esposa de Carlos. Na ocasião, Gutormo presenciou o batismo do futuro rei Canuto VI. Gutormo também foi um dos donatários à Abadia de Vreta de terras em Dadesjo, em Verêndia.